# 月島総記
月島 総記（つきしま そうき）は、日本の小説家、脚本家。

## 来歴
2003年、札幌学院大学人文学部人間科学科卒業。大学時代に自主制作映画団体を運営していて、そこで脚本を書いていてこの道を志した。
『Emeth ～人形遣いの島～』で第3回スクウェア・エニックス小説大賞に入選して2007年に小説家としてデビューした。第1回ダ・ヴィンチ文学賞ASゼロワングランプリ大賞受賞作である『巴里の侍』は2011年12月に、宝塚歌劇団で『SAMOURAI』としてミュージカル化され、谷正純による脚本・演出で雪組が2011年12月23日～2012年1月6日にシアター・ドラマシティで、同年1月13日～20日に日本青年館で上演された。数々のゲームシナリオを手がける傍ら、ライター集団チーム月島代表を務める。
アニメ『INGRESS THE ANIMATION』でシリーズ構成・脚本も担当した。

## 作品

### 単行本

#### ノンシリーズ
- Emeth ～人形遣いの島～（2007年3月 スクウェア・エニックス・ノベルズ）
- 巴里の侍（2010年12月 ダ・ヴィンチブックス）
- 刃の如く（2012年1月 スマッシュ文庫）

#### ノベライズ
- ファイナルファンタジー零式 Change the World The Answer（2012年4月 ゲームノベルズ）
- ファイナルファンタジー零式 Change the World 2巻 最後から二番目の真実（2012年6月 ゲームノベルズ）
- ルートダブル -Before Crime*After Days- √Before（2012年8月 講談社BOX）
- ルートダブル -Before Crime*After Days- √After（2012年8月 講談社BOX）
- ルートダブル -Before Crime*After Days- √Current（2012年11月 講談社BOX）
- ルートダブル -Before Crime*After Days- √Double（2013年4月 講談社BOX）
- クロスドライブ 境界の魔女と眠り児たち（2013年6月 講談社BOX）
- クロスドライブ 2 変貌する世界と魔術師たち（2013年11月 講談社BOX）
- ブレイブリーデフォルト Rの手帳 Vol.1（2013年12月 ゲームノベルズ）
- ブレイブリーデフォルト Rの手帳 Vol.2（2013年12月 ゲームノベルズ）
- INGRESS THE ANIMATION -NOVELIZED- 上（2018年12月 星海社FICTIONS）
- INGRESS THE ANIMATION -NOVELIZED- 下（2019年2月 星海社FICTIONS）
- 小説 BATTLE OF TOKYO Vol.1（2021年2月 角川文庫）
- 小説 BATTLE OF TOKYO Vol.2（2021年7月 角川文庫）
- 小説 BATTLE OF TOKYO Vol.3（2022年2月 角川文庫）
- 神椿市建設中。NOVELIZED（風雅宿と共著 2025年5月 MF文庫J）